# Anastatus extraordinarius
Anastatus extraordinarius är en stekelart som först beskrevs av Girault 1929.  Anastatus extraordinarius ingår i släktet Anastatus och familjen hoppglanssteklar. Inga underarter finns listade i Catalogue of Life.